# White Ribbon Day
«White Ribbon Day» es el primer sencillo lanzado por la banda de rock Delirious?. Fue extraído de su álbum King of Fools en 1997, alcanzando el número 41 en la lista oficial de sencillos del Reino Unido.
El cantante Martin Smith escribió la canción inspirado en un informe de prensa de Irlanda del Norte que había visto a principios de 1996. Allí se mencionaba que un grupo de personas habían adoptado cintas blancas como símbolo de esperanza debido a las bajas civiles del conflicto. El informe incluía la frase: ‘‘La gente ora por el día de las cintas blancas’’; esta línea fue incluida en la letra de la canción.
A la luz de los acontecimientos del 11 de septiembre de 2001, la canción fue puesta a libre descarga desde su página oficial. Martin Smith señaló que no fue un intento por ganar popularidad en medio de los terribles acontecimientos, sino que fue un cambio de planes a corto plazo por parte de la banda.

## Lista de canciones
1. «White Ribbon Day» (Radio versión)
2. «White Ribbon Day»
3. «Absolutely Absolute»
4. «White Ribbon Day (Two mile free fall)»

## Posicionamiento
| Listas           | Posición |
| ---------------- | -------- |
| UK Singles Chart | 41       |